# Epålettangara
Epålettangara (Thraupis ornata) är en fågel i familjen tangaror inom ordningen tättingar.

## Utseende
Epålettangaran är en stor tangara i gult och blått med en tunnare näbb än liknande arter. Hanen är mestadels blå med gulaktiga kanter på vingpennor och stjärt. Honan är mattare och gråare färgad. Båda könen har diagnostiskt gula skuldror.

## Utbredning och systematik
Fågeln förekommer i sydöstra Brasilien (södra Bahia till östra Minas Gerais och Santa Catarina). Den behandlas som monotypisk, det vill säga att den inte delas in i några underarter.

### Släktestillhörighet
Arten placeras traditionellt i Thraupis. Genetiska studier har dock visat att Thraupis är inbäddat i Tangara. Vissa väljer att därför inkludera dem i Tangara, medan andra istället delar upp Tangara i flera släkten och behåller Thraupis som ett eget släkte.

## Levnadssätt
Epålettangaran hittas i trädtaket i fuktiga skogar och skogsbryn. Där slår den ofta följe med artblandade flockar eller samlas i artrena grupper med upp till 25 individer.

## Status och hot
Arten har ett stort utbredningsområde, men tros minska i antal, dock inte tillräckligt kraftigt för att den ska betraktas som hotad. Internationella naturvårdsunionen IUCN listar arten som livskraftig (LC).